# Žlutava
Žlutava är en ort i Tjeckien.   Den ligger i regionen Zlín, i den östra delen av landet, 240 km öster om huvudstaden Prag. Žlutava ligger 281 meter över havet och antalet invånare är 1 001.
Terrängen runt Žlutava är platt åt nordost, men åt sydväst är den kuperad. Runt Žlutava är det ganska tätbefolkat, med 104 invånare per kvadratkilometer. Närmaste större samhälle är Zlín, 13,4 km öster om Žlutava. Trakten runt Žlutava består till största delen av jordbruksmark.